# Awa (magazine)
Pour les articles homonymes, voir Awa.
AWA, la revue de la femme noire, est un magazine mensuel féminin sénégalais publié entre 1964 et 1973.
Fondé en 1964 à Dakar par un réseau de femmes africaines, il est fondé et dirigé par Annette Mbaye d’Erneville et fabriqué dans l’imprimerie d’Abdoulaye Diop.

## Présentation
Le magazine Awa est fondé en 1964 à Dakar par Annette Mbaye d'Erneville et un réseau de femmes africaines. Son nom fait référence à Ève, la première femme selon la Bible, Hawwâ’ en arabe,. La revue est considérée comme une revue féminine pionnière pour l'espace de parole qu'elle offre aux femmes, la représentation qu'elle en donne, dans des activités habituellement interdites et sa liberté de ton,,. 
Il est imprimé bénévolement dans l’imprimerie d’Abdoulaye Diop, la première imprimerie privée du Sénégal, restée indépendante des tutelles étatiques ou religieuses.

## Équipe éditoriale
La rédactrice en chef est Annette Mbaye d’Erneville, journaliste et agente du bureau de presse du ministère de l’Information. Il compte dans son équipe éditoriale, exclusivement féminine des intellectuelles reconnues : Oulimata Bâ, la psychanalyste Solange Faladé, la poétesse Virginie Camara, et Henriette Bathily, directrice du département culturel du centre culturel français.
Anta Diop, également membre du comité de rédaction en assure la gestion.
- Rosa Guy
- Fatou Sow

## Format et diffusion
Le magazine Awa compte 36 pages en noir et blanc avec une couverture en couleurs. Distribué à 5 000 exemplaires, Awa paraît au à un rythme mensuel de janvier 1964 à décembre 1964, puis plus irrégulièrement jusqu'en 1966. Une seconde série de quatre numéros supplémentaires sort en 1972.

## Postérité
En 2017, l'ensemble des dix-neuf numéros de la revue sont numérisés par l’Institut fondamental d’Afrique Noire-Cheikh Anta Diop (IFAN) et rendus disponibles en ligne dans le cadre du projet de recherche Global Challenges mené par l’université de Bristol et l’université Paul-Valéry – Montpellier 3 en partenariat avec les archives de Dakar. Une exposition est organisée au Musée de la femme Henriette-Bathily puis à Montpellier et Bordeaux.